# Stathmodera aethiopica
Stathmodera aethiopica är en skalbaggsart som beskrevs av Stefan von Breuning 1940. Stathmodera aethiopica ingår i släktet Stathmodera och familjen långhorningar. Inga underarter finns listade i Catalogue of Life.